# Stazione di Grünbergallee
La stazione di Grünbergallee è una stazione ferroviaria di Berlino, sita nel quartiere di Altglienicke.

## Movimento
La stazione è servita dalle linee S 45 e S 9 della S-Bahn.

## Interscambi
- Fermata autobus